# Cantone di Matoury
Il cantone di Matoury è una divisione amministrativa dell'arrondissement di Caienna, nel dipartimento d'oltremare della Guyana.
È formato dal solo comune di Matoury.